# Яхонтов, Николай Петрович
Никола́й Петро́вич Я́хонтов (15 [26] января 1764, Псков, Псковская губерния —4 [16] июня 1840, село Туховик, Выбутская волость, Псковский уезд) — русский композитор и пианист.

## Биография
Николай Петрович Яхонтов родился 15 [26] января 1764 года в Пскове.
В 1779 году переехал со всей семьёй в Санкт-Петербург. Служил в Преображенском полке, с 1781 года — в Измайловском полке. Получил в России известность как композитор и пианист. Дружил с поэтами Н. А. Львовым, Г. Р. Державиным и В. В. Капнистом. В 1784 году вышел в отставку; служил при посольствах России в Стокгольме и Париже после поступления в Коллегию иностранных дел. В 1789 году вернулся в Санкт-Петербург, где работал в почтовом ведомстве. С 1793 года работал советником губернатора и директором училища, в 1803—1807 годах — председателем гражданской палаты, с 1814 года — судьёй в Пскове.
Созданные им в начале 1790-х годов оперы «Сильф, или Мечта молодой женщины» (на слова Н. А. Львова) и «Король и пастух» (по французскому либретто «Le roi et le prêtre»), были поставлены на домашней сцене любителями.
Ушёл из жизни 4 [16] июня 1840 года в возрасте 76 лет в селе Туховик.